# Бунда за 50€
Бунда за 50€ (енгл. Furry coat for 50€) је српски краткометражни анимирани филм из 2022. године, чији је аутор Михаило Илић.

## Радња
Једног мирног јутра у продавницу сувенира упада веома насилна муштерија која је у потрази за изванредним производом. Продавац ће се игром случаја сетити невероватног производа, који ће му отворити очи у погледу на реалан свет.

## Гласови и улоге
| Глумац       | Улога                   |
| ------------ | ----------------------- |
| Михаило Илић | Миксер Шоу, Горан, Пера |
| Михаило Илић | Михаило Миксер          |

## Историја издавања
Филм је премијерно приказан на платформи YouTube, на званичном каналу студија 2. фебруара 2022. године
Друга верзија је била деп Специјала Миксер Шоуа, који је објављен на платформи YouTube 12. септембра 2022. године. У тој верзији је било пар измена у музици, скраћење почетка и додати звучни ефекти.
Трећа и финална верзија је прављена посебно за филмске фестивале. Приказана је на Фестивалу кратког филма у Божидарцу 1. априла 2023. године. Ова верзија је поновно обрада оригиналне верзије, прављена поводом годишњице постојања овог цртаног филма у којој је побољшана слика видеа и звука, исправљене грешке у анимацији, додати визуелни и звучни ефекти и друго.